# Don Imus
Don Imus (* 23. Juli 1940 in Riverside, Kalifornien; † 27. Dezember 2019 in College Station, Texas) war ein kontrovers diskutierter US-amerikanischer  Hörfunkmoderator. Seine bekannte Radiosendung Imus in the Morning wurde in den USA seit 1979 in der wochentäglichen Hauptsendezeit ausgestrahlt und am 12. April 2007 nach einer öffentlichen Diskussion über die rassistischen und sexistischen Ausfälle des Moderators abgesetzt. Vom 3. Dezember 2007 bis März 2018 wurde die Show Imus in the Morning bei dem zu Citadel (heute Cumulus Media) gehörenden Sender WABC77 ausgestrahlt.

## Leben
Der ehemalige Bergmann, Marineinfanterist und Tankstellenwart begann seine Karriere 1966 bei dem Radiosender KUTY in Palmdale, Kalifornien. Durch sein unkonventionelles, provokantes und als skandalös empfundenes Auftreten wurde er in der Medienlandschaft der USA bekannt. Seine Sendungen waren in den USA syndiziert und erreichten über ca. 90 Stationen und die NBC-Tochter MSNBC neben einer halben Million TV-Zuschauern auch rund 1,6 Millionen Radio-Hörer. Don Imus erzielte allein für die CBS Werbeeinnahmen in Höhe von rund 40 Millionen Dollar im Jahr. Doch wegen seiner Ausfälle zogen große Werbekunden wie General Motors sich von NBC und CBS zurück.
In seinen Shows äußerte sich Imus immer wieder abfällig über ihm unliebsame Personengruppen. So bezeichnete er Palästinenser einmal als „stinkende Tiere“ und beschimpfte den Washington-Post-Kolumnisten Howard Kurtz als „knochennasigen Judenjungen“. Das College-Endspiel im Damenbasketball kommentierend nannte er die überwiegend afroamerikanischen Sportlerinnen „kraushaarige Huren“ („nappy-headed hoes“).
Nach seinem öffentlichen Skandal und der Absetzung der Show erzielte der Moderator im August 2007 eine finanzielle Einigung mit CBS. Gleichzeitig strengte Kia Vaughn, Center-Spielerin des Rutgers-Basketball-Teams, eine Zivilrechtsklage gegen Imus an.
Im März 2018 wurde die Radioshow Imus in the Morning eingestellt und Don Imus zog sich aus der Öffentlichkeit zurück.
Imus hatte zwei Töchter aus seiner ersten Ehe und einen Sohn aus zweiter Ehe.

## Auszeichnungen
Imus gewann drei Marconi Awards, zwei als Major Market Personality of the Year (1992 und 1997), eine als Network Syndicated Personality (1994).
Imus ist seit 1989 in der Radio Hall of Fame vertreten. Im Jahr 2002 bezeichnete das Talkers magazine Imus als einen der bedeutendsten Radiomoderatoren aller Zeiten.